# 三島神社 (門真市)
三島神社（みつしまじんじゃ）は大阪府門真市にある神社。

## 歴史
古くは山王権現といい、明治3年4月に現在の社名「三島（三ッ島／三嶋）神社」に改められた。
明治5年に郷社に列し、明治41年8月には稗島の堤根神社（祭神／天照皇大神）を合祀。（後、昭和28年には稗島・桑才の住民の希望により堤根神社は元の地に復帰）、明治42年8月に神饌幣帛料供進社に指定された。

## 天然記念物・薫蓋樟

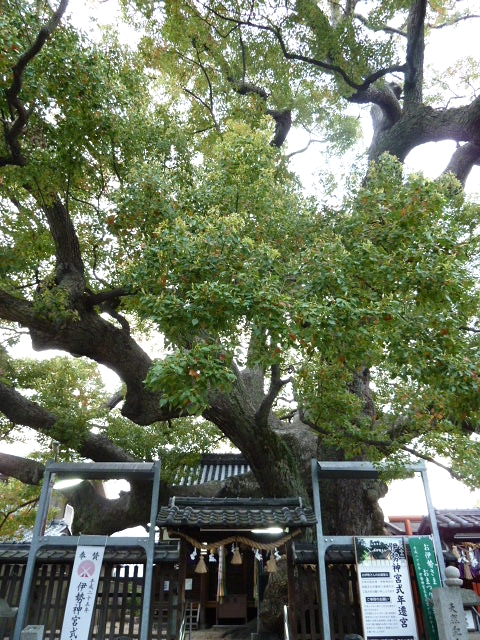
薫蓋樟

境内には数本大きなクスノキが存在するが、薫蓋樟（くんがいしょう）と呼ばれる大きなクスノキがある。
薫蓋樟は大阪府下最大で、昭和13年5月10日、内務省により国の天然記念物に指定された。
また1990年に開催された「国際花と緑の博覧会」（通称・花博）にて「新日本名木100選」、近年では「大阪みどりの100選」に選ばれた。
樹高は25mで幹周は約12.5m。樹年齢は推定1000年以上。
名前の由来

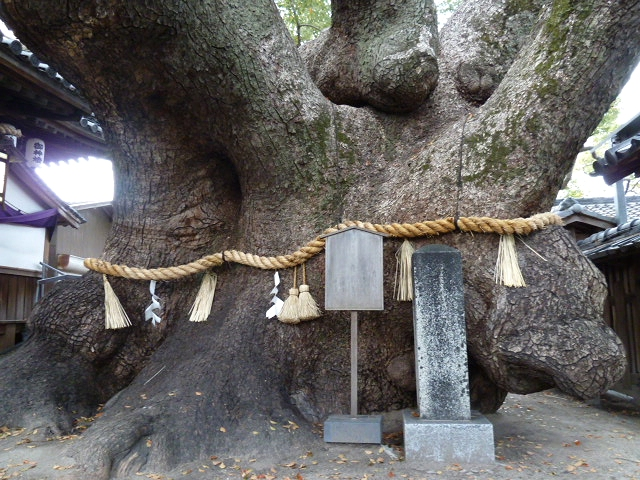
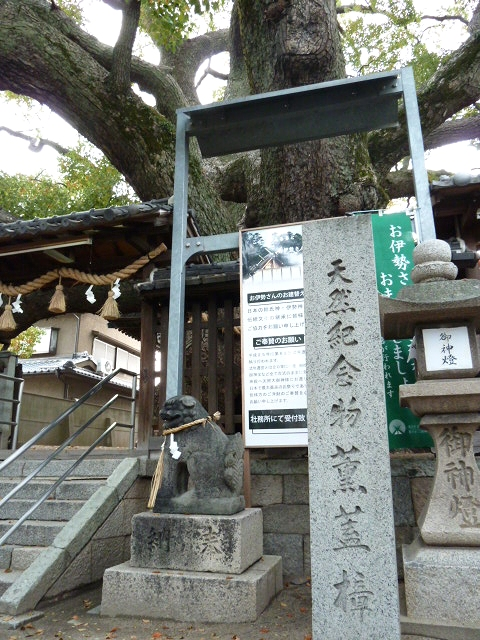

- 「薫蓋樟」という名前は、クスノキの根本に建てられている幕末に活躍した公家・千種有文（左近衛少将有文）の歌碑に基づいている。
- 石碑にはこのような和歌が刻まれている。

村雨の　雨やどりせし　唐土の　松におとらぬ　樟ぞこの樟

## 関連
- 近代社格制度